# 天主教瓦拉日丁教區
天主教瓦拉日丁教區（拉丁語：Dioecesis Varasdinensis）是羅馬天主教以克羅地亞北部瓦拉日丁為中心的一個教區，屬薩格勒布總教區。教區成立於1997年7月5日。
2010年有教友368,700人，佔轄區總人口95.2%。教區下轄一百零四個堂區，有一百六十二名司鐸。
現任教區主教為博熱·拉多什，榮休主教為若瑟·姆爾茲利亞克。